# Zosima tragioides
Zosima tragioides är en flockblommig växtart som beskrevs av Pierre Edmond Boissier. Zosima tragioides ingår i släktet Zosima och familjen flockblommiga växter. Inga underarter finns listade i Catalogue of Life.